# ماكيكو واتنباي
ماكيكو واتنباي (باليابانية: 渡辺真起子) هي عارضة وكاتبة سيناريو وعارضة أزياء وممثلة يابانية، ولدت في 14 سبتمبر 1968 بطوكيو في اليابان. من الجوائز التي نالتها Asian Film Award for Best Supporting Actress ‏ سنة 2012.

## أعمال

### أفلام
- (2008) التعرض للحب

## جوائز
- Asian Film Award for Best Supporting Actress [الإنجليزية]‏ (2012)

## وصلات خارجية
- ماكيكو واتنباي على موقع IMDb (الإنجليزية)
- ماكيكو واتنباي على موقع أول موفي (الإنجليزية)
- ماكيكو واتنباي على موقع قاعدة بيانات الفيلم (الإنجليزية)